# Gunung Putih
Gunung Putih is een bestuurslaag in het regentschap Simeulue van de provincie Atjeh, Indonesië. Gunung Putih telt 354 inwoners (volkstelling 2010).